# Emil Hácha
Emil Hácha (Trhové Sviny, 12. srpnja 1872. – Prag, 26. lipnja 1945.), češki političar, odvjetnik, treći predsjednik Čehoslovačke, te prvi i jedini državni predsjednik Protektorata Češke i Moravske.

## Životopis
Nakon završene osnovne škole i mature u Češkim Budejovicama studira pravo na Sveučilištu u Pragu. Doktorira 1896. u 24. godini. Obavlja razne dužnosti, među kojima je članstvo u Vrhovnom upravnom sudu i članstvo u Zakonodavnom vijeću. Sudjelovao je u njihovom radu s vrlo ograničenim ovlastima. S raspadom Austro-Ugarske 1918. godine, nastaje Čehoslovačka. Hácha zauzima visoku poziciju, nasljeđuje Edvarda Beneša. S padom Praga 1945., uhićen je, prebačen u zatvorsku bolnicu gdje ubrzo i umire. Prema sudu poslijeratnih povjesničara, okarakteriziran je kao najtragičniji, najviše razočaravajući lik češke povijesti. Postoje oni koji smatraju da je bio državnik koji je pokušao pomoći svom narodu, ali nije uspio zbog vremena u kojem je živio i zbog svog slabog zdravlja. O tragičnoj sudbini govori i činjenica da je pokopan u neoznačenom grobu na groblju Vinohrady.

## Drugi svjetski rat
Emil Hácha nakon Münchenskog sporazuma 1938., aneksije Sudeta i drugih poteza Hitlera, pokušava pregovarati na tajnom noćnom sastanku 14. i 15. ožujka 1939. ali bezuspješno. Umjesto dogovora najozbiljnije mu zapriječuju Adolf Hitler i Hermann Göring, ako ne preda Češku na Prag će se obrušiti bombe Luftwaffea. Stjeran u kut, Hácha prisiljen potpisuje dokument i stvara se Protektorat Češke i Moravske. Morao je prisegnuti pred Konstantinom von Neurathom, novoimenovanim protektorom Češke i Moravske. Kada za protektora dolazi Reinhard Heydrich, nastao je pakao i izgubio je bilo kakav utjecaj na politiku Njemačke. Postao je marioneta, kao i Jozef Tiso u Slovačkoj. 